# Caden
Caden é uma comuna francesa na região administrativa da Bretanha, no departamento Morbihan. Estende-se por uma área de 37,7 km². Em 2010 a comuna tinha 1 646 habitantes (densidade: 43,7 hab./km²).